# James Edward Sullivan
Pour les articles homonymes, voir Sullivan et James Sullivan (homonymie).
James Edward Sullivan, né le 18 novembre 1862 à New York et mort dans cette même ville le 16 septembre 1914 est un dirigeant sportif américain. Il est l'un des fondateurs de l'Amateur Athletic Union (AAU) en 1888, dont il est secrétaire de 1899 à 1906, et président de 1906 à 1909. Il refuse par la suite de se présenter à sa réélection, et redevient secrétaire-trésorier de l'association jusqu'à sa mort des suites d'une opération chirurgicale.
Il est également président de la Greater New York Irish Athletic Association en 1903 et du New York City Board of Education entre 1908 et 1902.

## Biographie
James Edward Sullivan nait le 18 novembre 1862 à New York.
Dès les années 1880, il s'investit profondément dans le monde sportif américain en étant tantôt athlète, tantôt journaliste. Son investissement va finir par le mener à des postes de gouvernance sportive, il est notamment président de l'Amateur Athletic Union de 1906 à 1909.

## Jeux olympiques
Il est chef du département de la culture physique de l'Exposition universelle de 1904 organisée à Saint-Louis (Missouri) et est par conséquent le principal organisateur des Jeux olympiques de 1904. Il édite ainsi le Spalding's official athletic almanac for 1905 qui est considéré comme l'un des deux rapports non officiels de ces Jeux, aucun rapport officiel n'ayant en effet été publié par le comité d'organisation. Il est secrétaire de l'USOC pendant les Jeux de 1908 à Londres et les Jeux de Stockholm en 1912. Il s'oppose à la participation de femmes américaines, notamment à celle d'Ida Schnall, durant ces derniers.
Avec William McKinley, il est le seul américain à s'être vu décerner une médaille olympique par le Comité international olympique sans avoir directement participé à une épreuve sportive durant des Jeux olympiques.

Sullivan (au centre) juré du match de baseball organisé durant les Jeux de 1900.
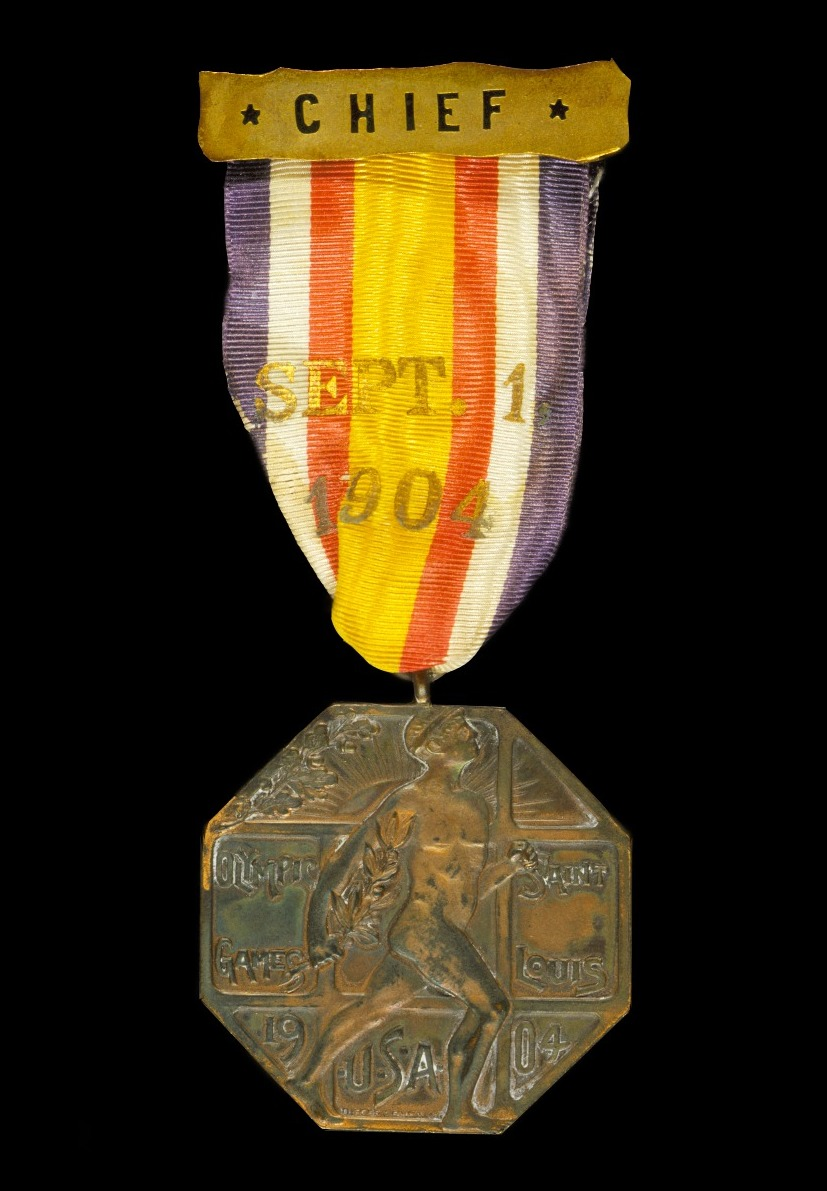
Médaille de participation vraisemblablement portée par Sullivan lors des Jeux de 1904.

## Mort

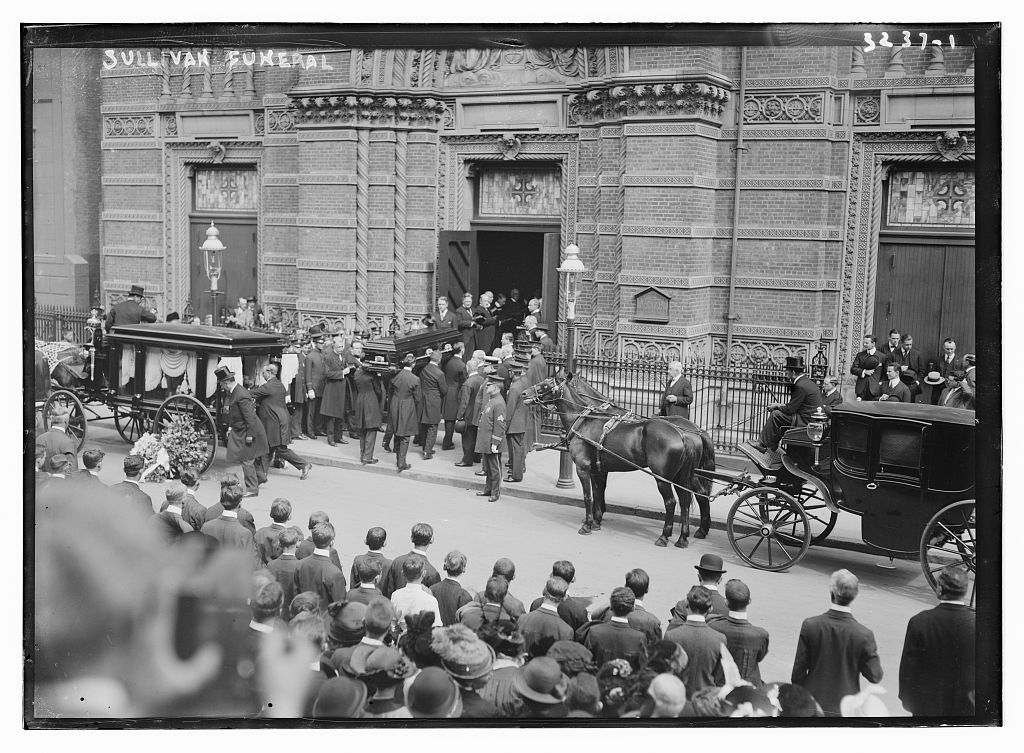
Funérailles de Sullivan.

Sullivan est blessé en 1911 dans un accident de train à Fort Wayne (Indiana). Il meurt le 16 septembre 1914 au Mount Sinai Hospital de New York des suites de complications liées une opération des intestins. Ses funérailles ont lieu  dans l'église catholique de St. Aloysius (en) à New York.

## Postérité
Depuis 1930, l'Amateur Athletic Union remet l'AAU Sullivan Award en son honneur. Sullivan a été introduit au Temple de la renommée de l'athlétisme des États-Unis en 1977 en sa qualité de dirigeant sportif.